# Lesedi
Lesedi (officieel Lesedi Local Municipality) is een gemeente in het Zuid-Afrikaanse district Sedibeng.
Lesedi ligt in de provincie Gauteng en telt 99.520 inwoners.

## Hoofdplaatsen
Het nationaal instituut voor de statistiek, Stats SA, deelt sinds de census 2011 deze gemeente in in 15 zogenaamde hoofdplaatsen (main place):
Bothasgeluk • Devon A • Devon B • Duduza • Endicott • Hallgate • Heidelberg • Impumelelo • Lesedi NU • Nigel • Ratanda • Sonstraal • Spaarwater • Springs • Viskuil.